# Loudonville (Ohio)
Loudonville es una villa ubicada en el condado de Ashland en el estado estadounidense de Ohio. En el Censo de 2010 tenía una población de 2641 habitantes y una densidad poblacional de 388,75 personas por km².

## Geografía
Loudonville se encuentra ubicada en las coordenadas 40°38′3″N 82°14′2″O / 40.63417, -82.23389. Según la Oficina del Censo de los Estados Unidos, Loudonville tiene una superficie total de 6.79 km², de la cual 6.73 km² corresponden a tierra firme y (0.91%) 0.06 km² es agua.

## Demografía
Según el censo de 2010, había 2641 personas residiendo en Loudonville. La densidad de población era de 388,75 hab./km². De los 2641 habitantes, Loudonville estaba compuesto por el 97.8% blancos, el 0.61% eran afroamericanos, el 0.08% eran amerindios, el 0.38% eran asiáticos, el 0% eran isleños del Pacífico, el 0.64% eran de otras razas y el 0.49% pertenecían a dos o más razas. Del total de la población el 0.98% eran hispanos o latinos de cualquier raza.